# Бобадела (Оливейра-ду-Ошпитал)
Бобадела (порт. Bobadela) — район (фрегезия) в Португалии, входит в округ Коимбра. Является составной частью муниципалитета Оливейра-ду-Ошпитал. По старому административному делению входил в провинцию Бейра-Алта. Входит в экономико-статистический субрегион Пиньял-Интериор-Норте, который входит в Центральный регион. Население составляет 761 человек на 2001 год. Занимает площадь 5,96 км².
Покровителем района считается Дева Мария (порт. Nossa Senhora da Graça).